# فاسكو شفاليفيتش
فاسكو شفاليفيتش مواليد 21 يونيو 1988 في ستنيي، الجبل الأسود، هو لاعب كرة يد مونتينيغري يلعب كوسط مدافع. مثل منتخب الجبل الأسود لكرة اليد.

## سجل المنافسة
شارك في البطولات التالية:
- بطولة أوروبا لكرة اليد للرجال 2014
- بطولة أوروبا لكرة اليد للرجال 2016

## روابط خارجية
- فاسكو شفاليفيتش على موقع الاتحاد الأوروبي لكرة اليد (الإنجليزية)
- فاسكو شفاليفيتش على موقع الاتحاد الفرنسي لكرة اليد (الفرنسية)